# Pecopala
Pecopala (453 m n. m.), jindy jen Pec, je neovulkanický vrch v okrese Česká Lípa Libereckého kraje, leží asi 4,5 km severovýchodně od města Doksy na stejnojmenném katastrálním území. Vrch vyčnívá z pískovcové plošiny Hradčanské pahorkatiny, jejíž je to druhý nejvyšší bod.

## Popis vrchu

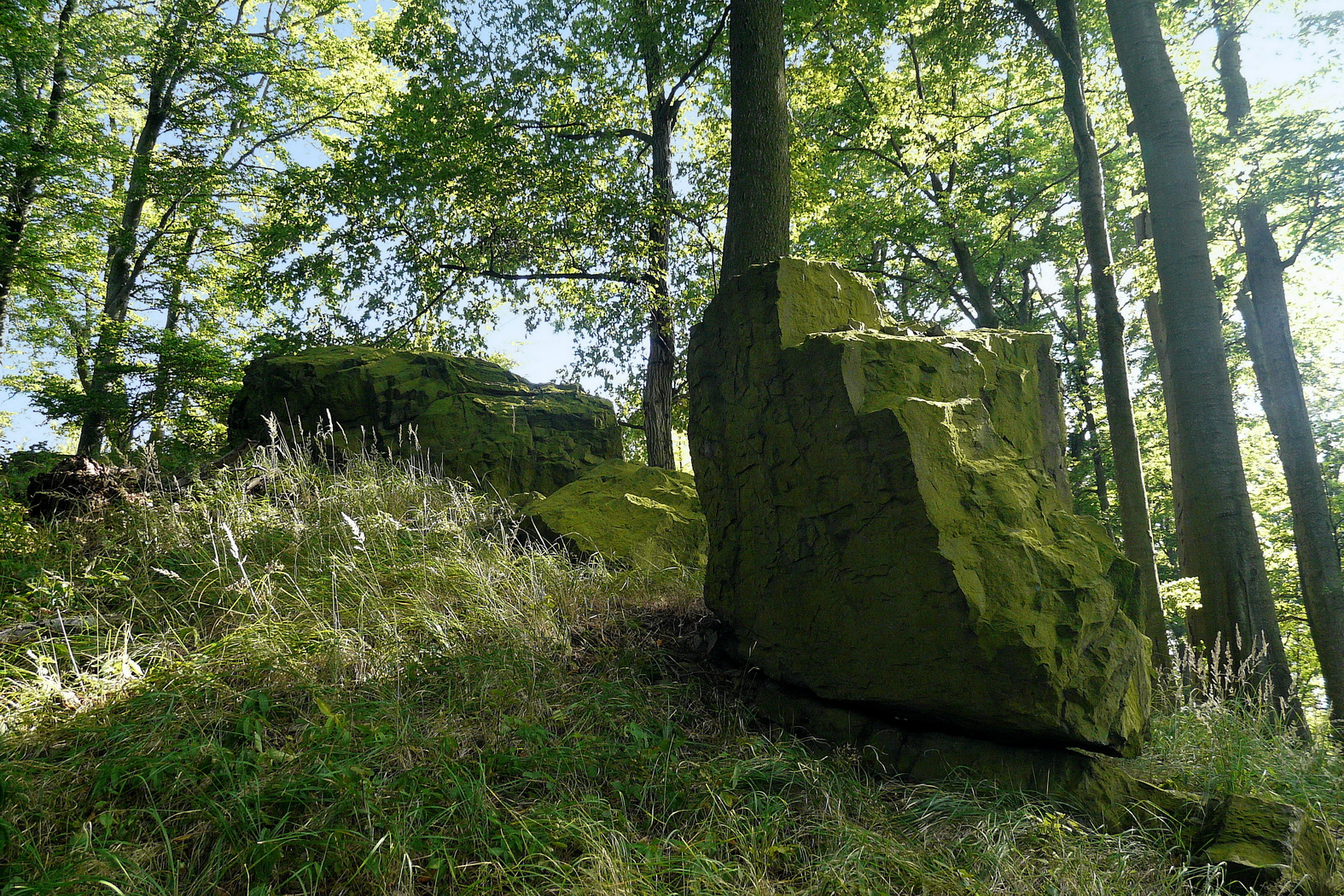
Čedičové skály na Pecopale

Vrch se jeho širším okolím je součástí národní přírodní rezervace Břehyně - Pecopala a dalších chráněných celku s evropským významem. Na severním svahu je pomalu zarůstající vyhlídka na Hradčanské bučiny, vrch Dub, část Ralské pahorkatiny a Lužické hory.

## Geomorfologické členění
Vrch náleží do celku Ralská pahorkatina, do podcelku Dokeská pahorkatina, do okrsku Provodínská pahorkatina, a do podokrsku Hradčanská pahorkatina.

## Přístup
Na vrchol nevede žádná cesta, nejbližší pěší/cyklo cesta je tzv. Dělová cesta, vedoucí Hradčanskou pahorkatinou a začínající u hájovny Trojzubec na silnici II/270 Doksy – Mimoň. Zde je možno i zanechat automobil.